# هوفشتتن (باواریا)
هوفشتتن (باواریا) (به آلمانی: Hofstetten, Bavaria) یک شهر در آلمان است که در بایرن واقع شده‌است.

## خصوصیات
هوفشتتن ۱۷٫۰۲ کیلومترمربع مساحت دارد ۶۷۶ متر بالاتر از سطح دریا واقع شده‌است.